# Nectopsyche utleyorum
Nectopsyche utleyorum är en nattsländeart som beskrevs av Ralph W. Holzenthal 1995. Nectopsyche utleyorum ingår i släktet Nectopsyche och familjen långhornssländor. Inga underarter finns listade i Catalogue of Life.